# Eosentomon magnum
Eosentomon magnum är en urinsektsart som beskrevs av Yin och Zhang 1982. Eosentomon magnum ingår i släktet Eosentomon och familjen trakétrevfotingar. Inga underarter finns listade i Catalogue of Life.